# Страсера (Ђенова)
Страсера је насеље у Италији у округу Ђенова, региону Лигурија.
Према процени из 2011. у насељу је живело 19 становника. Насеље се налази на надморској висини од 614 м.